# Рэндолл, Сью
Сью Рэ́ндолл (англ. Sue Randall), настоящее имя — Мэ́рион Бёрнсайд Рэ́ндолл (англ. Marion Burnside Randall; 8 октября 1935, Филадельфия, Пенсильвания, США — 26 октября 1984, там же) — американская актриса.

## Биография
Мэрион Бёрнсайд Рэндолл (настоящее имя Сью Рэндолл) родилась 8 октября 1935 года в Филадельфии (штат Пенсильвания, США). В 10-летнем возрасте начала играть в театрах.
Под псевдонимом Сью Рэндолл, она снималась на экране 12 лет, с 1955 по 1967 года, и за это время сыграла в 60-ти фильмах и телесериалах.
13 июля 1957 года Сью вышла замуж за Питера Блейка Пауэлла, у супругов родилось два сына — Блейк Пауэлл и Кеннет Пауэлл, после чего они развелись. Позже, Рэндолл вышла замуж во второй раз за Джеймса Джея МакСпэррона и была за ним замужем до своей смерти.
В 1967 году Сью серьёзно пострадала в автокатастрофе и была вынуждена завершить карьеру. В 1982 году Рэндолл, которая была заядлой курильщицей в течение многих лет, поставил диагноз рак лёгкого и гортани. Через 2 года, после лечения злокачественных новообразований, включая удаление гортани, она умерла 26 октября 1984 года в Филадельфии через 2 недели после своего 49-летия. Согласно пожеланию актрисы, её тело было пожертвовано на медицинской науке в «Humanity Gifts Registry» в Филадельфии.

## Избранная фильмография
| Год       |   | Русское название    | Оригинальное название | Роль                                           |
| --------- | - | ------------------- | --------------------- | ---------------------------------------------- |
| 1959—1966 | с | Дни в Долине Смерти | Death Valley Days     | разные роли (в 6 эпизодах)                     |
| 1959—1964 | с | Сумеречная зона     | The Twilight Zone     | медсестра / участница конкурса красоты / Милли |
| 1960—1961 | с | Дымок из ствола     | Gunsmoke              | Эффи Стрейхорн / Лора                          |
| 1960—1964 | с | Перри Мейсон        | Perry Mason           | Бетти Уилкинс / Эми Скотт                      |
| 1961—1965 | с | Бонанза             | Bonanza               | Энн Дэвис / Энн Флеминг / Сью Уотсон           |
| 1963—1965 | с | Беглец              | The Fugitive          | Джен / Рут Фишер / Медсестра Томпсон           |
| 1965      | с | ФБР                 | The F.B.I.            | Клерк ФБР                                      |